# Björn Engström
Björn Engström, född den 31 oktober 1955, är en moderat politiker och kommunpolitiker i Lidingö sedan 2006. 
Engström var i början av 1980-talet aktiv i studentpolitik bland annat som ordförande för SSCO, Stockholms Studentkårers Centralorganisation.
Han har en juristutbildning från Stockholms universitet och har 1983–1986 arbetat som säljare, marknadsförare och utbildningsledare på TryggHansa. Han blev därefter försäljningschef på Skandia och därefter för Europeiska Försäkrings AB 
Engström blev 2006 invald i kommunfullmäktige i Lidingö. Åren 2006–2010 var han ordförande i Äldre- och Handikappnämnden i Lidingö, och därefter vice ordförande i socialnämnden.